# Ndjoukou
Ndjoukou är en subprefektur i Centralafrikanska republiken.   Den ligger i prefekturen Préfecture de la Kémo, i den centrala delen av landet, 140 km nordost om huvudstaden Bangui.
I omgivningarna runt Ndjoukou växer huvudsakligen savannskog. Runt Ndjoukou är det mycket glesbefolkat, med 6 invånare per kvadratkilometer.